# La Squale
Pour plus de détails, voir Fiche technique et Distribution.
La Squale est un film français, réalisé par Fabrice Genestal sorti en 2000.

## Synopsis
Désirée, surnommée la "Squale", vit dans le culte du père qu'elle n'a jamais connu, Souleymane, le caïd légendaire de la cité. Lorsqu'elle croise le regard de Toussaint, un chef de bande auteur d'un viol collectif, elle n'a de cesse de le séduire. Mais le lascar n'a d'yeux que pour Yasmine, une fille discrète et timide, cloitrée à la maison par ses frères. Désirée, à force d'acharnement, parviendra pourtant à le conquérir. Peine perdue, car Toussaint l'abandonne et la trahit. Désespérée, Désirée découvre la vérité sur son origine.

## Fiche technique
- Titre : La Squale
- Réalisation : Fabrice Genestal
- Scénario : Fabrice Genestal, Nathalie Vailloud, Arthur-Emmanuel Pierre et Elizabeth Barrière
- Photographie : Eric Guichard
- Musique : Cut Killer, DJ Abdel, Sofiane Gnaba "Le Cat's" et Hervé Rakotofiringa
- Son : Philippe Richard
- Décors : Yann Mercier
- Montage : Christophe Pinel
- Pays d'origine :  France
- Langue originale : français
- Durée : 100 minutes
- Genre : drame
- Budget : 2,29M€[1]
- Format : 35mm - CinemaScope - 2.35:1 - couleur
- Son : Dolby Digital
- Visa d'exploitation n°93 841
- Dates de sortie :
  -  France : 20 novembre 2000
  - DVD : 4 octobre 2001
- Box-office France : 59 565 entrées

## Distribution
- Esse Lawson : Désirée
- Tony Mpoudja : Toussaint
- Kherredine Ennasri : Anis
- Stéphanie Jaubert : Yasmine
- Denis Lavant : le Joker
- Foued Nassah : Samir
- François Delaive : Steve
- Zakariya Gouram :	Redouane
- Lokman Nalcakan : Lokman
- Akim Hadj : Ibrahim
- Félicité N'Gijol : la mère de Désirée
- Micheline Dieye : la mère de Toussaint
- Fatiha Cheriguene : la mère de Yasmine
- Sabrina Perret : Amina
- Antoine Laurent : Pierre
- Ludivine Maffren : Leila
- Galamelah Lagra : Akim
- Adiatou Sakho : Hortense
- Banah Touré : Cynthia
- Shakara Chea : Vanessa
- Marc Hayot : Souleymane

## Nomination
- 26e cérémonie des César : César de la Meilleure première œuvre pour Fabrice Genestal